# Musée Nietzsche
Pour les articles homonymes, voir Nietzsche (homonymie).
Le musée Nietzsche de Sils-Maria (ou maison de Nietzsche, Nietzsche-Haus en allemand) est une maison-musée de Sils-Maria dans le canton des Grisons des Alpes suisses en Suisse, où le philosophe allemand Friedrich Nietzsche (1844-1900) a séjourné durant les sept derniers étés lucides de sa vie, en 1881, et de 1883 à 1888 (lieu lié à son œuvre philosophique) avant de sombrer dans la démence jusqu’à la fin de sa vie. 

## Histoire
Cette maison rustique suisse, des hauteurs du village de montagne de Sils-Maria, entre les lac de Sils, et lac de Silvaplana, de la vallée de l'Engadine, du canton des Grisons, à 1800 m d'altitude dans les Alpes suisses (un des plus hauts lieux habité d'Europe) est proche de Saint-Moritz, aux frontières de la Suisse, du Tyrol, et de l’Italie.

Sils Maria, entre les lac de Sils, et lac de Silvaplana, dans la vallée de l'Engadine des Alpes suisses

Depuis la fin des années 1880 la Haute société et de nombreux intellectuels et artistes d'Europe, s'engouent pour des séjours de villégiature d'été, dans ce cadre enchanteur et romantique au climat chaud et sec, de la vallée de l’Engadine, dont Friedrich Nietzsche, Thomas Mann, Rainer Maria Rilke, Hermann Hesse, Friedrich Dürrenmatt, Jean Cocteau, Marc Chagall, Giovanni Segantini, Giovanni Giacometti...

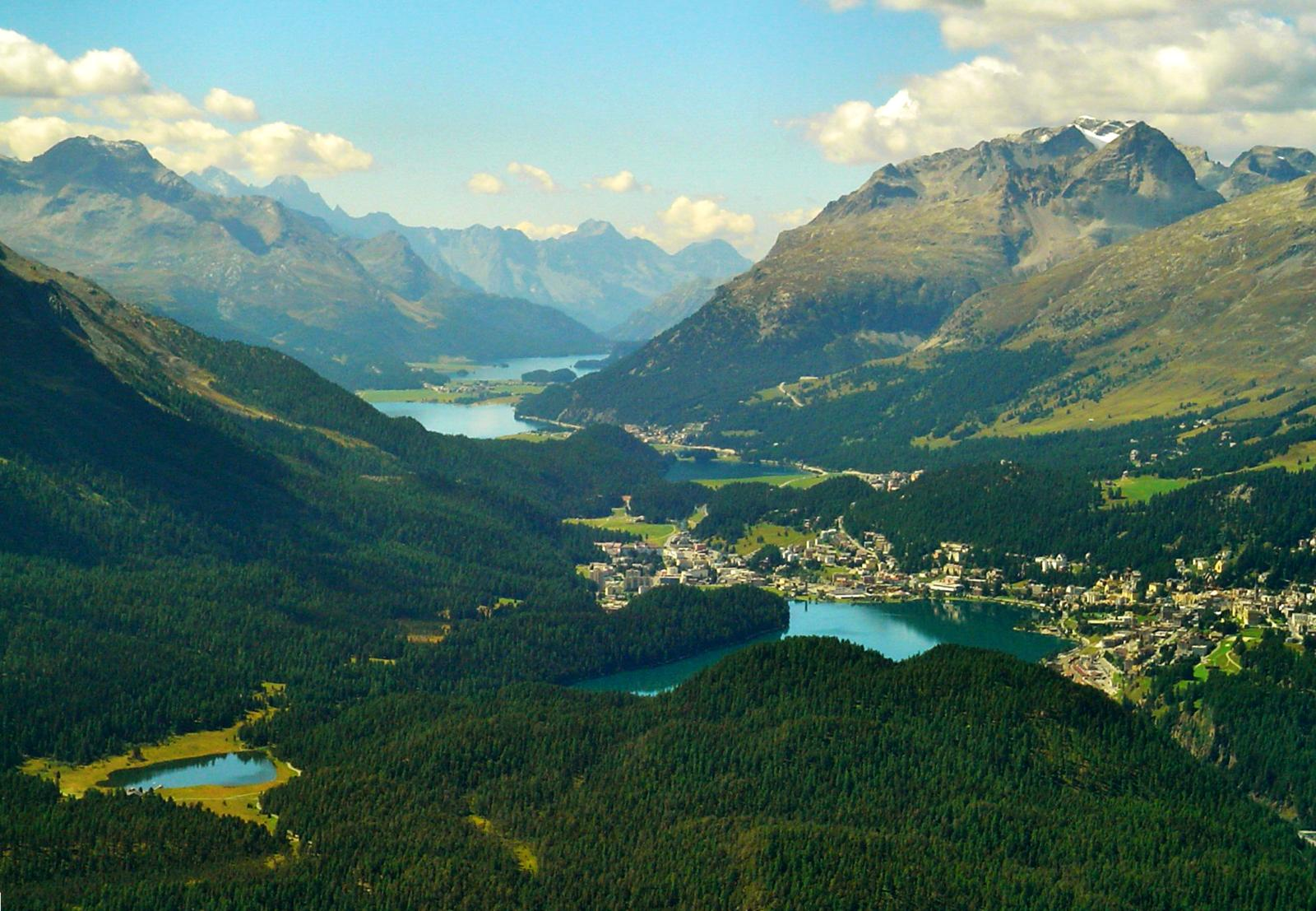
Lacs d'Engadine
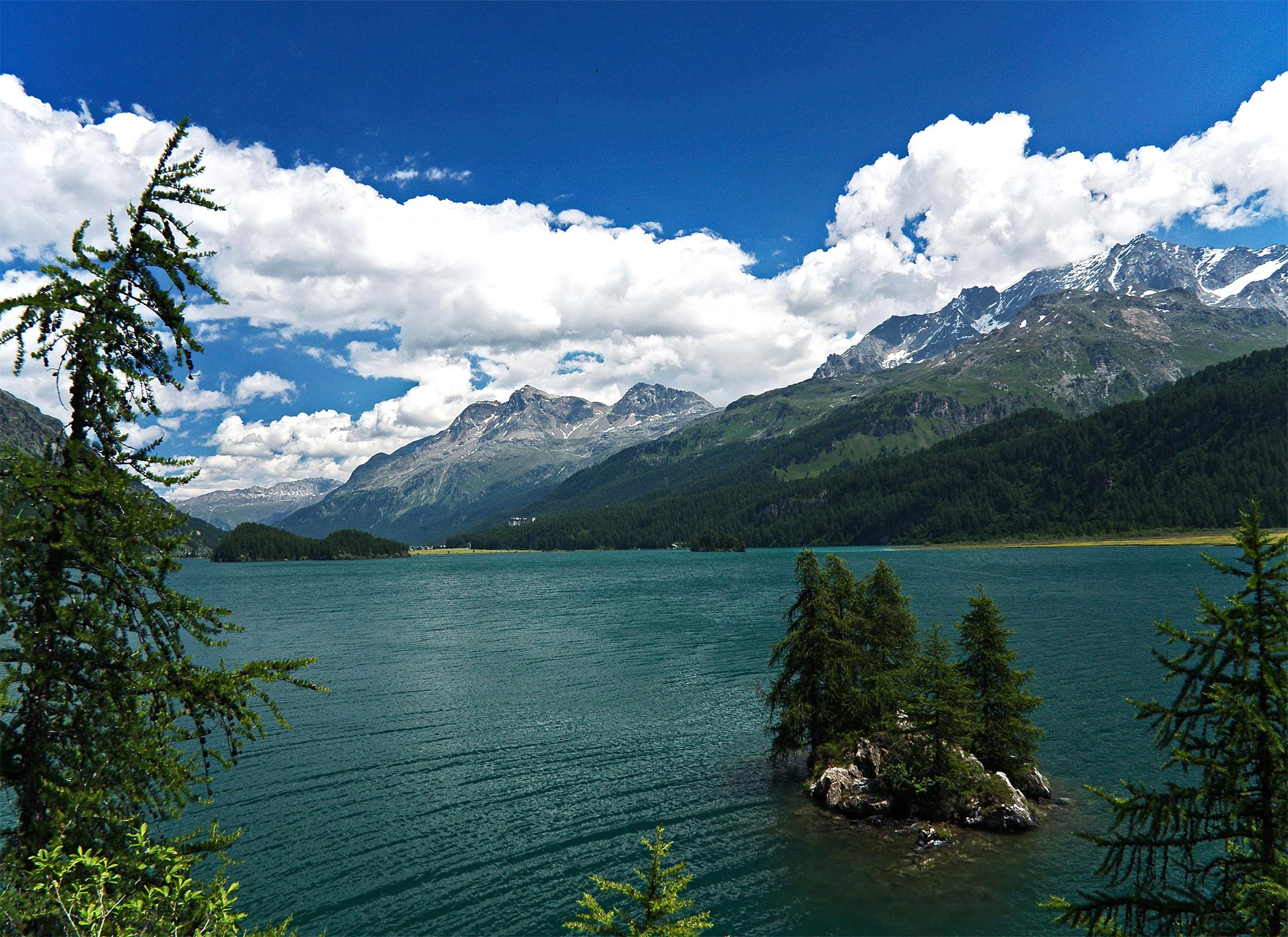
Lac de Sils
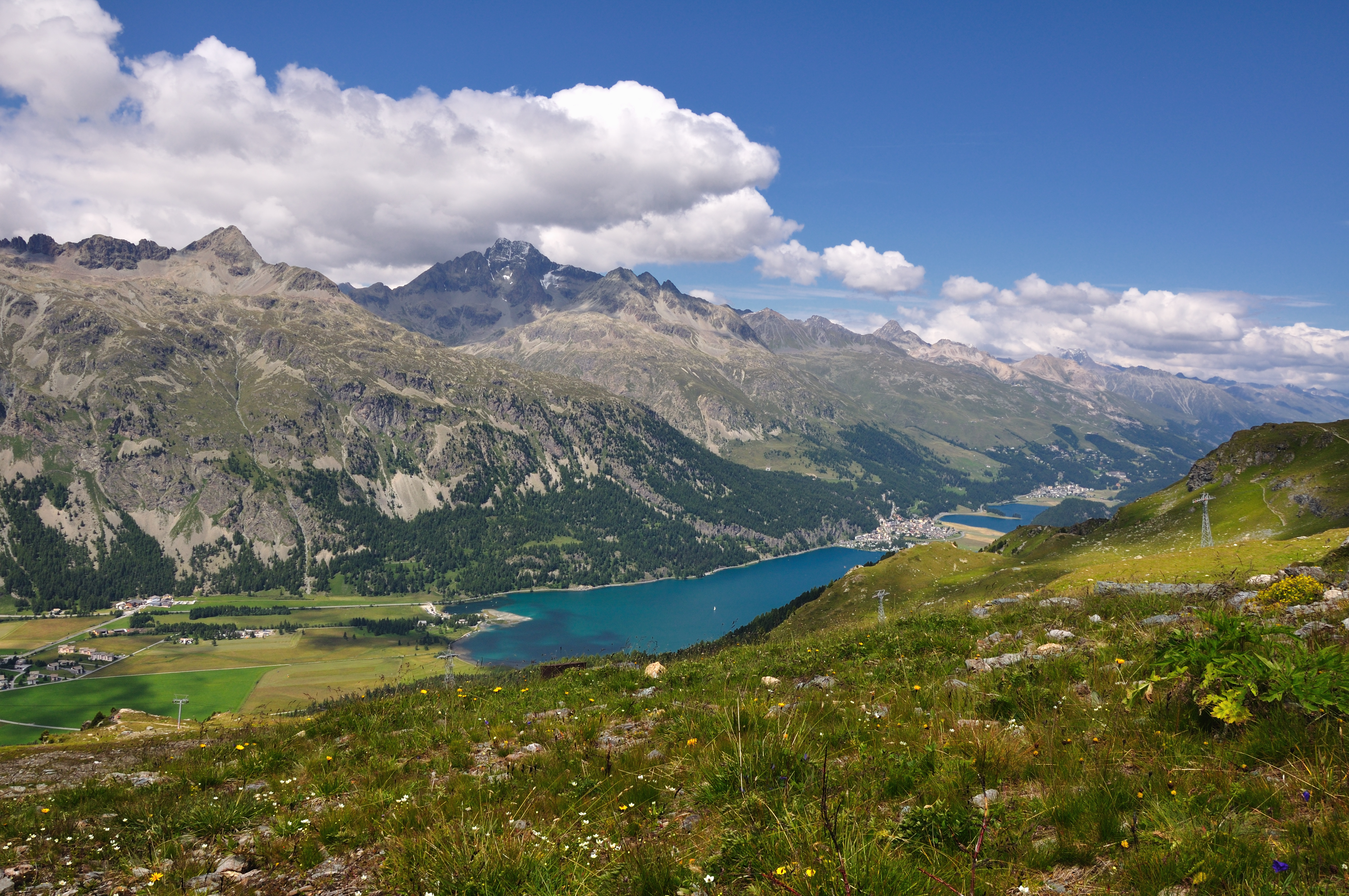
Lac de Silvaplana et lac de Sils

## Séjours de Nietzsche

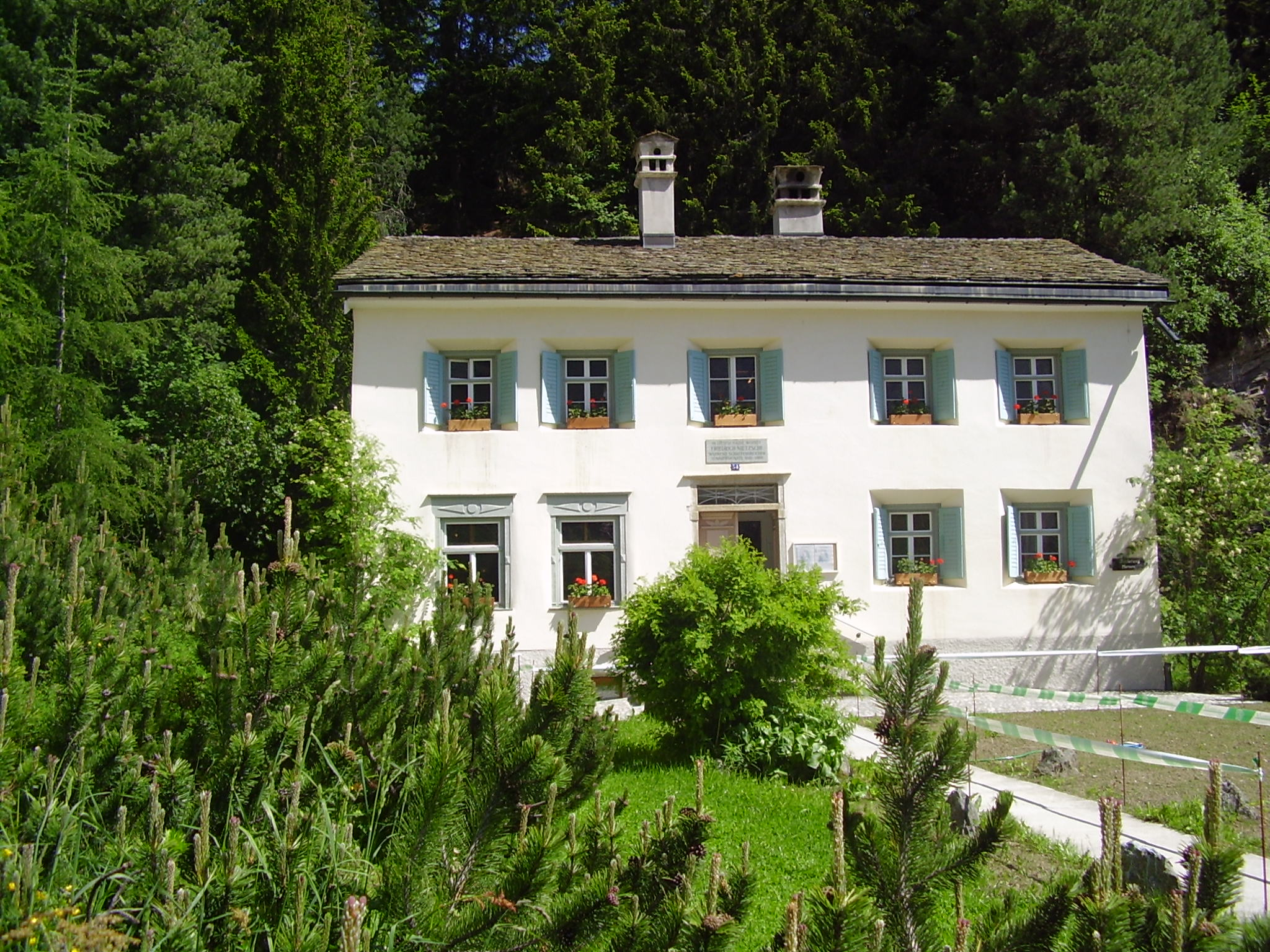

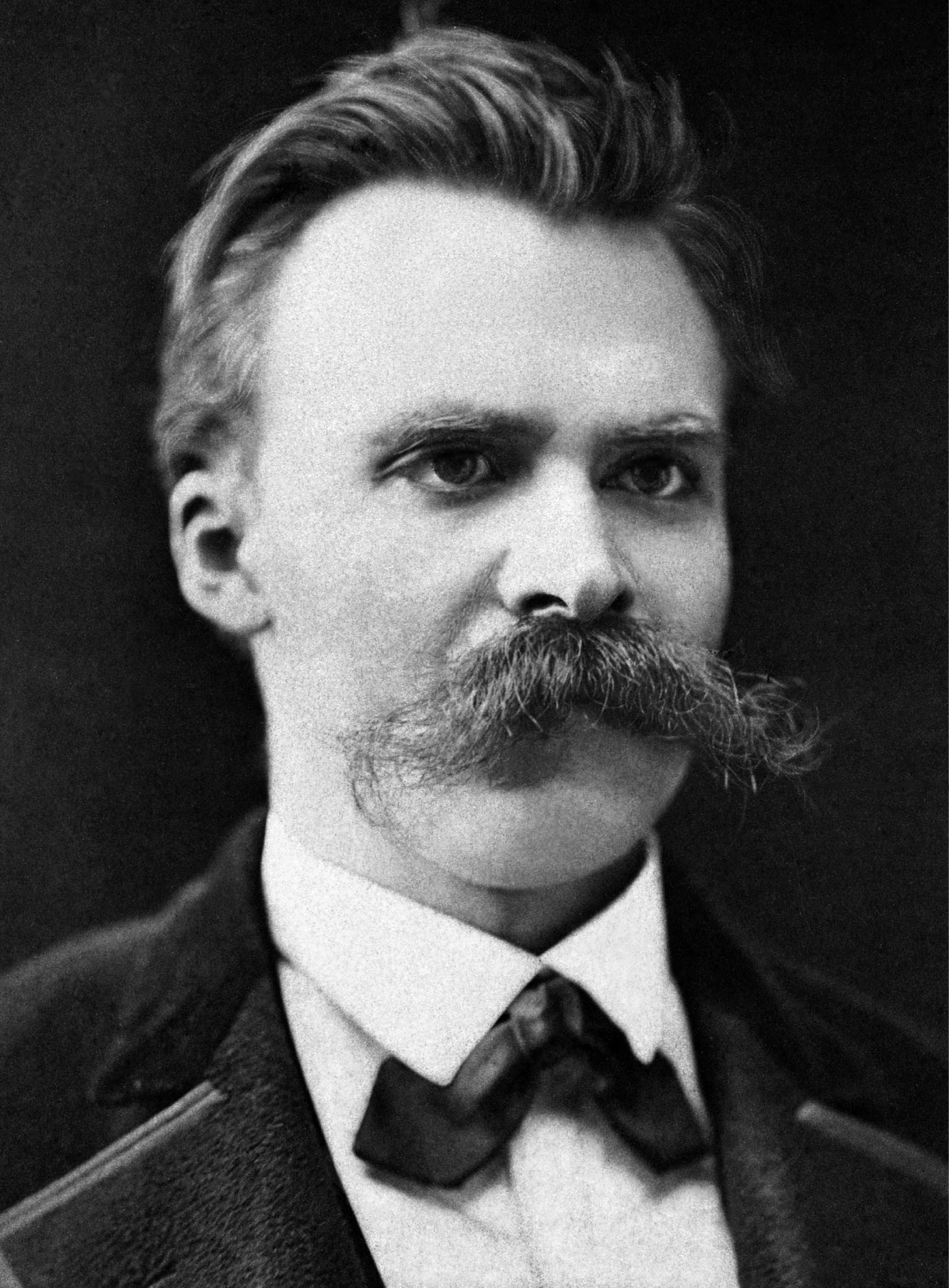
Friedrich Nietzsche vers 1875

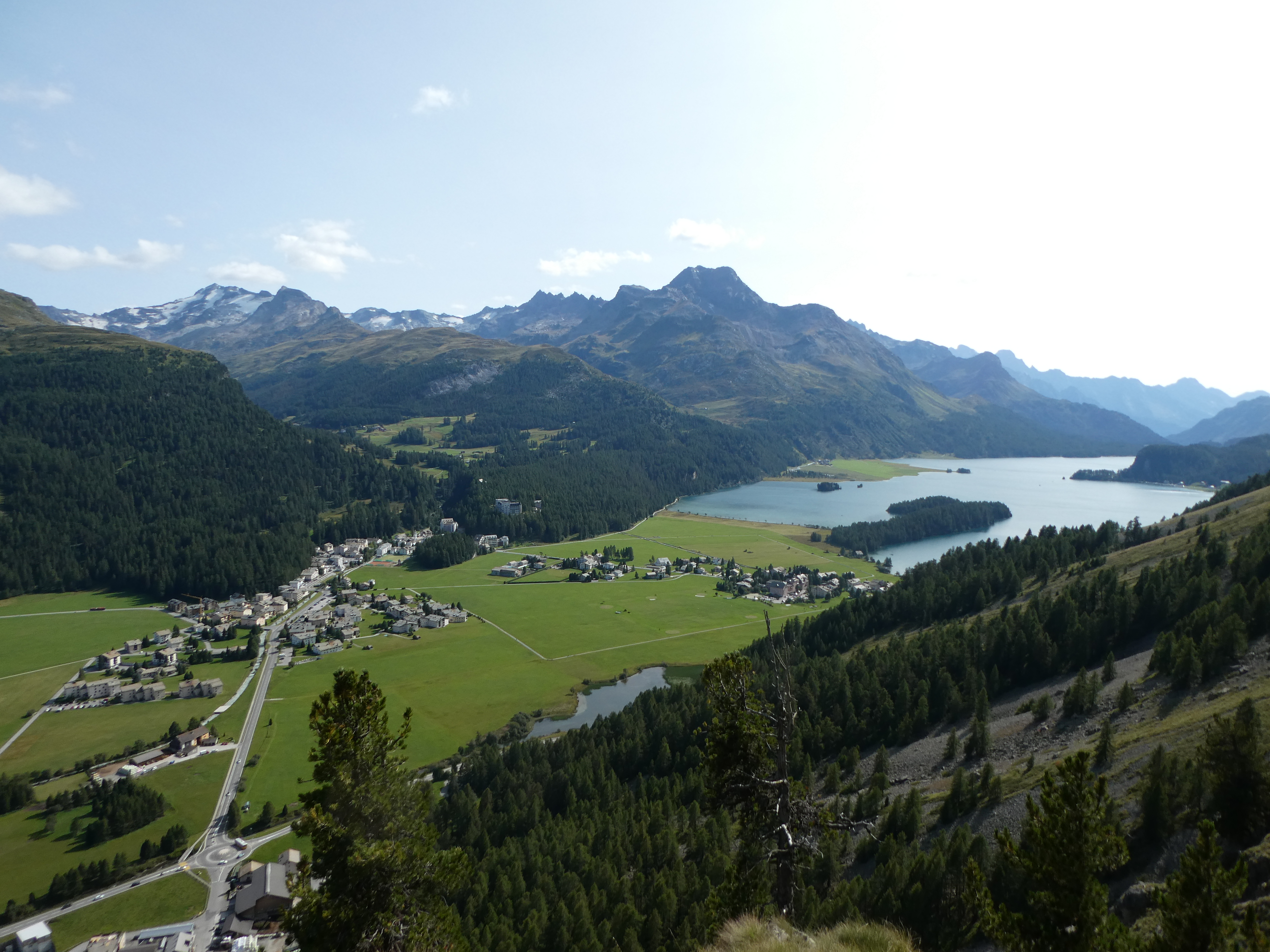
Sils Maria et lac de Sils

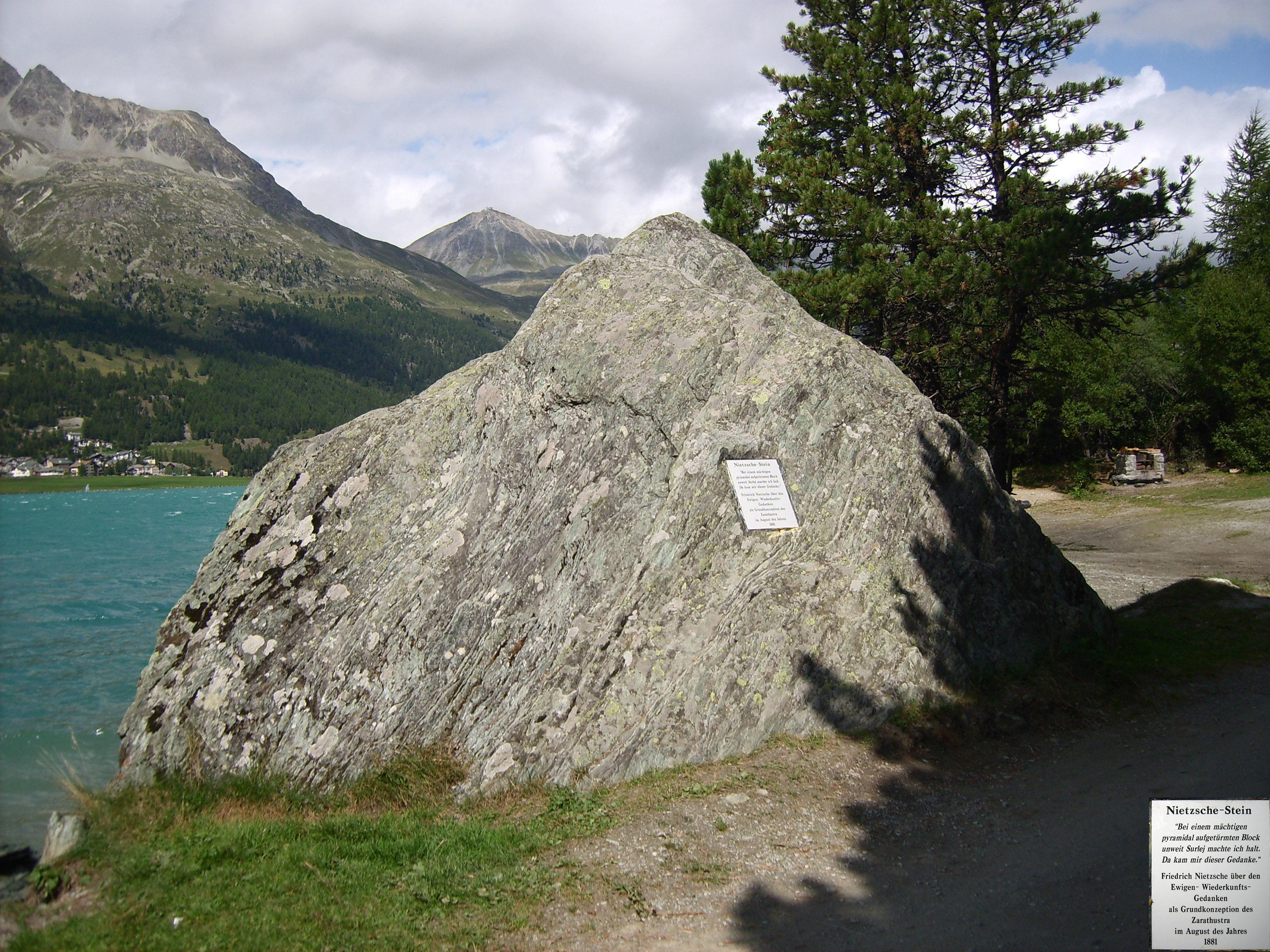
Plaque commémorative du « bloc pyramidal de pierre » de Nietzsche, du bord du lac de Silvaplana, qui lui a inspiré l'idée de l'Éternel retour (concept nietzschéen), et de Ainsi parlait Zarathoustra de 1883

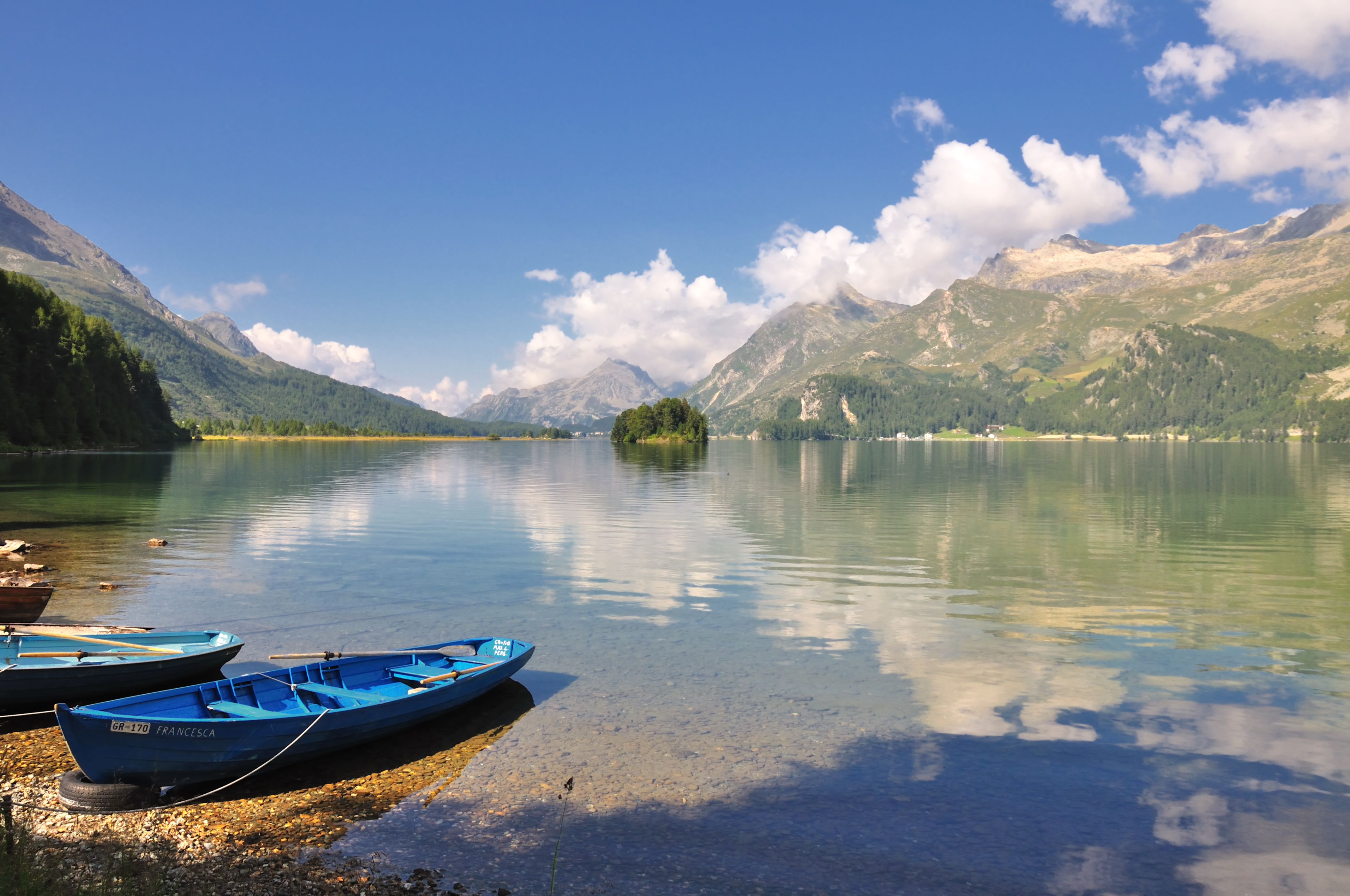
Lac de Sils

En 1879 Nietzsche (âgé de 35 ans) est contraint par sa très mauvaise santé physiologique, de quitter son emploi de professeur de philosophie de l'Université de Bâle. Il passe alors les vingt dernières années de sa vie à voyager en Europe, à la recherche de cadres de vie et de climat les plus propices à sa convalescence, et à la réflexion et composition de son œuvre philosophique. Il passe ses hivers sur la Côte d'Azur, entre Rapallo, Nice, ou Menton, et ses étés dans les Alpes suisses, à Saint-Moritz en 1879, puis il loue durant sept étés (1881, et 1883 à 1888) à la famille Durisch, une chambre modeste et austère du 1er étage de cette maison de Sils-Maria (qu'il nomme sa caverne) dans la vallée de l'Engadine, d’où il écrit à sa sœur Elisabeth Förster-Nietzsche désirer finir sa vie dans ce havre de paix, de forêts et de lacs d'Engadine (lac de Sils, lac de Silvaplana, lac de Saint-Moritz) ou tout l'invite à la méditation et à l'apaisement « De tous les endroits de la Terre, je me sens le mieux ici, en Engandine. », « Il y a certainement beaucoup de choses plus grandes et plus belles dans la nature, mais ceci est étroitement et intimement parent avec moi, j’y suis lié par les liens du sang, par plus encore ». 
Ces lieux de promenades enchanteurs de lacs et de forêts lui inspirent plusieurs de ses œuvres philosophiques. En regardant à l’horizon le lac de Silvaplana, il a la révélation du prophète  Zarathoustra et de son concept d’Éternel retour (concept nietzschéen) : « J’étais assis là dans l’attente, dans l’attente de rien, par-delà le bien et le mal jouissant, tantôt de la lumière, tantôt de l’ombre, abandonné à ce jeu, au lac, au midi, au temps sans but. Alors, ami, soudain un est devenu deux, et Zarathoustra passa auprès de moi... ». La première partie de Ainsi parlait Zarathoustra paraît en 1883. Il compose également durant cette période ses œuvres philosophiques Aurore de 1881, Le Gai Savoir de 1882, Par-delà le bien et le mal de 1886, Généalogie de la morale de 1887, Ecce homo, La Volonté de puissance, Crépuscule des idoles, Le Cas Wagner, et Nietzsche contre Wagner de 1888... ainsi que quelques-unes de ses correspondances de Nietzsche...
En avril 1888 Nietzsche est séduit par sa découverte de « la calme et aristocratique ville de Turin » en Italie. Il écrit à sa mère avoir trouvé là « son véritable bonheur » jusqu’à se qu'il sombre dans la démence en automne, jusqu'à la fin de sa vie en 1900. 

## Musée Nietzsche
En 1959 la maison est transformée en musée Nietzsche par quelques personnalités locales de la « Fondation de la Maison Nietzsche ». Il est officiellement inauguré le 25 août 1960, pour la commémoration du soixantenaire de la disparition du philosophe. Les hôtels voisins  Edelweiss de 1876 (et sa terrasse ou Nietzsche prenait plaisir à s'attarder) et hôtel Alpenrose (où le philosophe avait l’habitude de prendre ses repas à midi) existent toujours. 
La chambre du premier étage de Nietzsche est conservée dans son état austère original. La bibliothèque du musée possède l'une des plus importantes et rares collections du monde de plus de 4500 ouvrages multilingues sur le philosophe, dont trois dons de collections : les collections d'Oscar Levy (premier traducteur en anglais de Nietzsche), d'Hans Erich Lampl (chercheur de Nietzsche), et d'Albi Rosenthal (libraire antiquaire). Le musée expose également une importante collection d'objets, de meubles de son logement à Bâle, de documents de sa vie et de son oeuvre, photographies, textes, manuscrits, lettres, bustes, musique, ouvrages publiés par Nietzsche, spécimens littéraires rares... Le musée expose temporairement également des œuvres d'art moderne et d'art contemporain d'artistes régionaux locaux, ou en rapport avec le philosophe... 